# Кубок світу з біатлону 2012—2013 — етап 5
П'ятий етап Кубка світу з біатлону 2012—13 відбудеться в Рупольдінгу, Німеччина, з 8 по 13 січня 2013 року. У програмі етапу заплановано проведення 6 гонок: чоловічої та жіночої естафет, спринту та мас-старту у чоловіків та жінок.

## Гонки
Розклад гонок наведено нижче
| Дата     | Час       | Гонка                       |
| -------- | --------- | --------------------------- |
| 9 січня  | 18:15 CET | Жінки, естафета 4x6 км      |
| 10 січня | 18:15 CET | Чоловіки, естафета 4x7,5 км |
| 11 січня | 18:15 CET | Жінки, спринт 7,5 км        |
| 12 січня | 18:15 CET | Чоловіки, спринт 10 км      |
| 13 січня | 13:00 CET | Жінки, мас-старт 12,5 км    |
| 13 січня | 15:30 CET | Чоловіки, мас-старт 15 км   |

## Чоловіки

### Призери
| Гонка:                                                                     | Золото:                                                          | Час                                                       | Срібло:                                                                        | Час                                           | Бронза:                                                               | Час                                                       |
| Естафета 4 x 7,5 км Протокол [Архівовано 12 січня 2013 у Wayback Machine.] | Франція Сімон Фуркад Жан-Гійом Беатрікс Алексі Беф Мартен Фуркад | 1:13:11.3 (0+0) (0+0) (0+1) (0+1) (0+0) (0+1) (0+0) (0+0) | Норвегія Ларс Хегле Біркаленд Тар'єй Бо Генрік л'Абе-Лунд Еміль Хегле Свендсен | 1:13:20.6 (0+0) (0+0) (0+0) (0+3) (0+1) (0+3) | Австрія Сімон Едер Фрідріх Пінтер Домінік Ландертінгер Крістоф Зуманн | 1:13:20.9 (0+0) (0+2) (0+2) (0+1) (0+0) (0+1) (0+3) (0+0) |
| Спринт 10 км Протокол [Архівовано 14 січня 2013 у Wayback Machine.]        | Мартен Фуркад Франція                                            | 23:51.5 (0+0)                                             | Євген Устюгов Росія                                                            | 24:07.9 (0+0)                                 | Андрій Маковєєв Росія                                                 | 24:24.5 (0+0)                                             |
| Мас-старт 15 км Протокол [Архівовано 16 січня 2013 у Wayback Machine.]     | Мартен Фуркад Франція                                            | 36:27.7 (0+0)                                             | Дмитро Малишко Росія                                                           | 36:28.2 (1)                                   | Еміль Хегле Свендсен Норвегія                                         | 36:38.3 (2)                                               |

## Жінки

### Естафета
Під час жіночої естафетної гонки умови на стадіоні Рупольдінгу були просто ідеальними: швидка тверда траса, відсутність вітру і заповнені до відмови глядацькі трибуни, активно підтримували своїх кумирів. Практично всім командам сьогодні вдалося показати вражаючі результати на стрільбищі. Перший етап естафети не визначив явних фаворитів змагання, причому більшість команд обійшлися мінімальною кількістю додаткових патронів. Фінці Кайсі Мякяряйнен, що лідирувала на початку естафети, знадобилося три доппатрона. Її безпосередніми переслідувачку були спортсменки збірних України, Чехії та Норвегії. На другому етапі естафети основна боротьба за лідерство в гонці розгорнулася між двома спортсменками, які повернулися в стрій - Анн Крістін Флатланд, яка відновила свою участь у змаганнях КМ після народження дитини, і Габріелою Соукаловою, яка змогла відновитися після хвороби. Дівчата продемонстрували як швидкий хід, так і відмінні результати на стрільбищі. Тим не менш, на другу передачу естафети першими прийшли німкені в особі Міріам Гесснер, що додала у швидкості і всього на одну десяту секунди випередила Соукалову і на 3.2 секунди Флатланд. На четвертій позиції йшла росіянка Ольга Вілухіна.
Після «лежки» на третьому етапі естафети ситуація трохи змінилася: норвежки зберегли за собою лідируючу позицію, випереджаючи команди Німеччини і Росії. Сіннове Солемдаль п'ятьма пострілами закрила всі мішені, перш ніж інші учасниці перегонів почали вести стрільбу. Росіянка Катерина Шумілова йшла на другому місці, поступаючись норвежці понад 22 секунд. Третю позицію з відставанням в 33 секунди займала збірна Італії. Коли Сулемдаль передала естафету Турі Бергер, команда Норвегії на 25.9 секунди випереджала росіянок і на 39.6 секунди збірну Італії, яка несподівано вийшла на третю позицію. Бергер, так само як і Ольга Зайцева, бездоганно відстріляли на «лежці», причому росіянка на той момент поступалася лідерові перегонів 28 секунд. Італійка Алексія Рунггальдьєр відставала від норвежки більш ніж на одну хвилину. При стрільбі стоячи всі три спортсменки знову були точні, зробивши всього по п'ять пострілів. Тим не менш, в результаті італійкам все ж довелося поступитися третім місцем чешці Вероніці Зварічовій, а також пропустити вперед збірну Німеччини.

### Спринт
Під час спринтерської гонки умови на стадіоні були практично ідеальними: безвітряна погода і тверда траса, яка зберегла свої якості протягом усього змагання. Для порівняння - в першій половині дня на стадіоні йшов мокрий сніг, розм'якшити трасу і зробив її більш повільною.
Міріам Гесснер, що пішла на дистанцію під шостим стартовим номером, здавалося, вирішила діяти в найкращих традиціях фільму «Злови мене, якщо зможеш»: з самого початку вона встановила високу планку для своїх суперниць, чисто відстрілявши з положення лежачи і захопивши лідерство в гонці, яке вона не упустила до самого її кінця. На «стійці» вона не закрила одну мішень, однак сьогодні німкеня була настільки сильна в бігу, що ця невелика осічка анітрохи не вплинула на її успіх. Коли Міріам перетнула фінішну межу, стало зрозуміло, що перевершити її час буде непросто. Виступити ще більш блискуче намагалися відразу кілька дівчат. Спочатку Кайса Мякяряйнен, якій сьогодні виповнилося 30 років, допустила один промах при стрільбі лежачи і по ходу гонки поступалася німкені всього 10 секунд. Тим не менш, ні влучна стрільба на «стійці», ні хороша швидкість на трасі не дозволили фінці обійти швидконогу Гесснер.
Наступною спортсменкою, яка мала непогані шанси на перемогу, була Дарія Домрачова з Білорусі. Після «лежки», де Дарія закрила всі мішені, її відставання від німкені становило 6 секунд. На наступному вогневому рубежі Домрачева, так само як Кайса Мякяряйнен і Гесснер, допустила один промах і покинула стадіон, поступаючись лідерці 9 секундами. До фінішу їй вдалося скоротити відставання до 2 секунд, проте для перемоги цього не вистачило. Андреа Генкель, Марі Дорен Абер і Яна Герекова сьогодні були точні на стрільбищі, проте недостатньо висока швидкість на трасі не дозволила їм увійти до призової трійки. Крім вищезгаданих спортсменок після першої стрільби претендентом на перемогу вважалася Тура Бергер, яка потім не закрила дві мішені і втратила кілька позицій у підсумковому протоколі.
Жіночий спринт у Рупольдінгу подарував українській збірній чергову порцію дуже якісних результатів наших дівчат! В умовах, коли на стрільбищі ніщо не заважає проводити якісну стрільбу, на перший план виходить швидкість. На жаль, в нашій команді тільки Наталія Бурдига змогла пройти обидва рубежі, закривши всі мішені, але якраз швидкості Наташі не вистачило. Зате все гаразд з ходом було у Валі Семеренко! Навіть допустивши одну помилку в стрільбі, Валя на другому етапі поспіль потрапляє до вісімки найсильніших - після бронзи Обергофа, сьогодні восьмий результат. Відмінний результат дозволив Валі відібратися в недільний мас-старт!
Ще троє наших дівчат фінішували з одним промахом: Віта Семеренко та Олена Підгрушна - по сусідству на 18-й і 19-й позиціях, а Юлія Джима - на 28-му місці. Чотири українки в тридцятці найкращих!
Лідери заліку Кубка націй, норвежки, виступили сьогодні не надто успішно, але за рахунок провалу росіянок зберегли перше місце. А ось німкені зробили стрімкий ривок і випередили наших східних сусідів, вийшовши на другу сходинку заліку. Збірна України продовжує впевнено утримувати четверту позицію.

### Призери
| Гонка:                                                                   | Золото:                                                                  | Час                                                       | Срібло:                                                                 | Час                                           | Бронза:                                                                     | Час                                                       |
| Естафета 4 x 6 км Протокол [Архівовано 12 січня 2013 у Wayback Machine.] | Норвегія Гільде Фенне Анн Крістін Флатланд Сіннове Солемдаль Тура Бергер | 1:08:13.2 (0+0) (0+2) (0+0) (0+1) (0+1) (0+0) (0+0) (0+0) | Росія Катерина Глазиріна Ольга Вілухіна Катерина Шумілова Ольга Зайцева | 1:09:07.9 (0+0) (0+0) (0+0) (0+1) (0+0) (0+0) | Чехія Вероніка Віткова Габріела Соукалова Христина Черна Вероніка Зварічова | 1:10:05.0 (0+2) (0+0) (0+1) (0+1) (0+0) (0+1) (0+0) (0+2) |
| Спринт 7,5 км Протокол [Архівовано 14 січня 2013 у Wayback Machine.]     | Міріам Гесснер Німеччина                                                 | 22:57.2 (0+1)                                             | Дарія Домрачова Білорусь                                                | 21:04.3 (0+1)                                 | Кайса Мякяряйнен Фінляндія                                                  | 21:14.7 (1+0)                                             |
| Мас-старт 12,5 км Протокол [Архівовано 16 січня 2013 у Wayback Machine.] | Тура Бергер Норвегія                                                     | 37:14.4 (0+0+1+0)                                         | Дарія Домрачова Білорусь                                                | 37:41.1 (1+0+1+0)                             | Ольга Зайцева Росія                                                         | 37:52.2 (0+0+0+1)                                         |

## Досягнення
Найкращий виступ за кар'єру
Перша гонка в Кубку світу